# Drapeau des Pays-Bas
Le drapeau des Pays-Bas est un drapeau à trois bandes horizontales : rouge, blanc, bleu « outre-mer ». 
Il est dérivé des premiers drapeaux choisis comme emblèmes nationaux à l'époque des Provinces-Unies : le « Drapeau du prince » (Prinsenvlag) et le Drapeau des États (Statenvlag) qui apparurent avant la création officielle de la république, pendant la révolte des gueux qui devait libérer le territoire alors occupé par les Espagnols. 
Il se confond facilement avec le drapeau du royaume de Yougoslavie car ses lignes sont inversées (rouge à la place du bleu), ou avec le drapeau du Luxembourg qui, lui, a sa ligne bleue de couleur bleu ciel et non pas bleu outre-mer.

## Historique

### Origines
À l'origine, il n'y avait pas de drapeau des Pays-Bas, mais une multitude de drapeaux de toutes les provinces qui composaient le pays. En 1548, sous Charles Quint, les provinces néerlandaises furent annexées aux territoires des ducs de Bourgogne. Le pays arborait alors l'étendard de l'Empereur (un étendard or, avec au centre l'aigle des Habsbourg avec, sur sa poitrine, un minuscule canton des armoires néerlandaises sur l'écu).
Le premier territoire néerlandais indépendant fut appelé la république des Provinces-Unies, qui s'émancipa des Pays-Bas Espagnols par l'acte de La Haye le 26 juillet 1581 à la suite de la révolte des gueux. Selon la tradition, c'est à Guillaume d'Orange, meneur de la révolution et de la guerre de Quatre-Vingts Ans, que l'on doit le précurseur du drapeau tricolore des Pays-Bas : le Drapeau du prince avait les couleurs orange, blanc, bleu. L'orange aurait été remplacé par le rouge au fil du temps. Les raisons de ce changement ne sont pas établies et diverses théories circulent.
Certains historiens néerlandais comme De Jong et Muller (voir notes) ont cependant démontré l'existence du drapeau rouge-blanc-bleu, peut-être dès en 1409-1410 sous le règne de Guillaume IV de Hainaut. Ce drapeau, utilisé par les navires, n'était toutefois pas un drapeau officiel et ne le deviendra qu'en 1664 sous le nom de drapeau des États (statenvlag). L'usage du Drapeau du prince (Prinsenvlag, orange-blanc-bleu) s'est substitué au drapeau néerlandais rouge-blanc-bleu dans la marine militaire en l'honneur de la Maison d'Orange de 1572 à 1653, les raisons exactes de cette décision prise par les États sous la présidence du grand-pensionnaire Johan de Witt restent controversées. La marine marchande néerlandaise n'a quant à elle jamais fait usage du Prinsenvlag - voir par exemple le pavillon de la Compagnie néerlandaise des Indes orientales dont il n'existe que des versions rouge-blanc-bleu, frappées du monogramme de la compagnie (VOC).

### Les Provinces-Unies

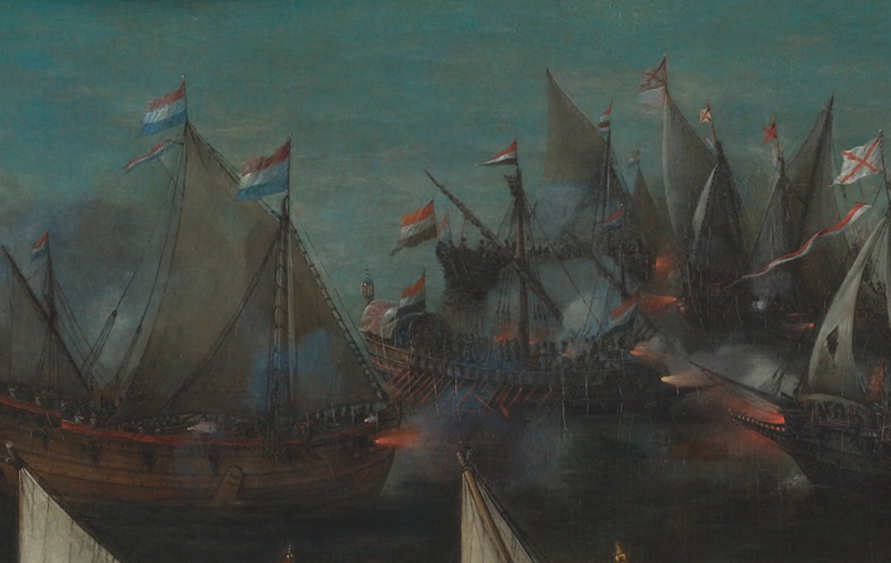
Détail d'une bataille navale entre la marine de la république des Provinces-Unies et la marine espagnole sur la Haarlemmermeer, montrant l'usage simultané du Statenvlag et du Prinsenvlag (tableau de Hendrik Cornelisz Vroom, 1629).

Guillaume Ier d'Orange-Nassau, guidant la révolte contre la domination espagnole, avait donné le prinsenvlag (orange, blanc et bleu ciel) comme drapeau aux sept Provinces-Unies, tandis que drapeau traditionnel rouge-blanc-bleu ciel (le statenvlag, « drapeau des États ») subsistait, parfois agrémenté d'une oriflamme orange. Entre 1568 et 1648, de nombreuses variations des trois types de drapeau furent utilisées, parfois simultanément. L'emblème des États généraux était un lion portant un sabre et une poignée de flèche représentant les Provinces-Unies.
Avant 1664, le tricolore rouge-blanc-bleu ciel était communément appelé « drapeau de Hollande » (Hollandsche Vlag). En 1664, la Zélande s'en plaint et une résolution des États généraux des Provinces-Unies introduisit officiellement le nom de Statenvlag (drapeau des États).
Le prinsenvlag à bandes horizontales a été inspiré vraisemblablement par les couleurs héraldiques orange-blanc-bleu de Guillaume Ier. Sur certains drapeaux figurent les lettres « P.P.P. » signifiant : « Je lutte pour la Patrie ». Une variation du Drapeau du prince comprend le rouge, le blanc et le bleu dans l'une des figures gironnées.
Les Pays-Bas étant la seule république d'Europe à l'époque, son drapeau servit d'inspiration à celui des révolutionnaires français en 1794[réf. nécessaire].

### La République batave

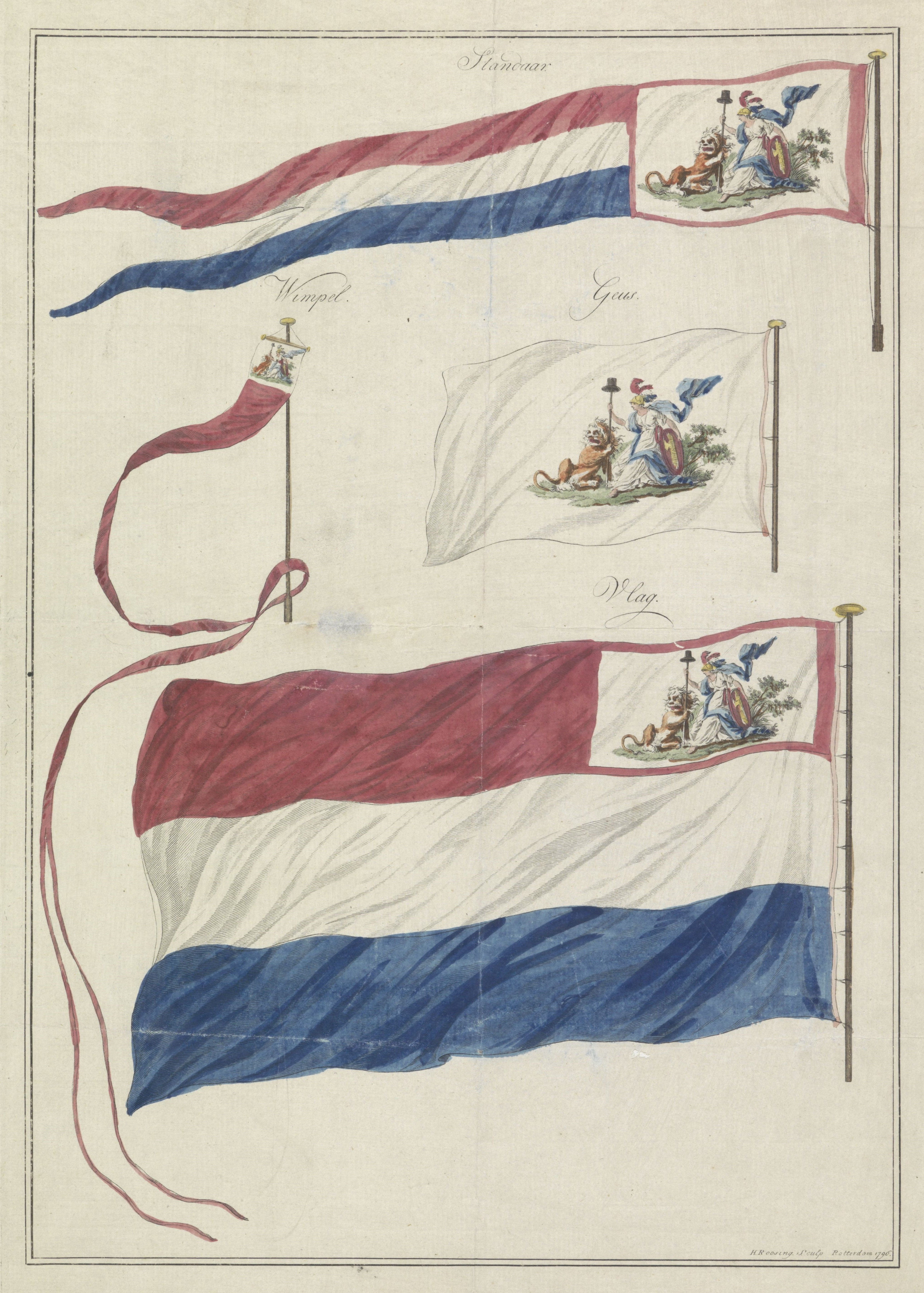
Le drapeau batave avec son pavillon de beaupré emblématique.

La République batave fut créée à la suite de la révolution éponyme le 14 février 1796 et mis fin aux Provinces-Unies. La première loi officielle concernant le drapeau batave a maintenu le tricolore rouge, blanc et bleu. Le pavillon civil était simplement tricolore ; tandis que le pavillon militaire avait en plus un rectangle blanc sur la bande rouge, près de la hampe sur laquelle se tient la Liberté, coiffée du « Chapeau de la Liberté » (spécifique aux Pays-Bas), accompagnée du Lion belgique.

### Le Royaume de Hollande
Lorsque Napoléon Bonaparte instaura le Royaume de Hollande, le drapeau actuel (avec le bleu foncé) fut instauré comme drapeau officiel.

### Le Premier Empire français
De 1810 à 1813, c'est le drapeau tricolore français qui fut le drapeau officiel des Pays-Bas puisque le Royaume de Hollande fut rattaché au Premier Empire.

### Royaume uni des Pays-Bas
À la suite de la défaite de Napoléon Bonaparte lors de la bataille de Waterloo le 18 juin 1815, le Premier Empire cessa d'exister et la congrès de Vienne décida de la création d'un nouvel État, sous forme de Royaume, qui unit alors la Belgique, le grand-duché de Luxembourg et les Pays-Bas actuels. Le rouge, blanc, bleu est maintenu en 1814 lors du retour de la maison d'Orange-Nassau à la tête du nouveau territoire néerlandais, appelé le royaume uni des Pays-Bas et qui perdura jusqu'en 1830.

### Pays-Bas
La révolution belge scinda le Royaume avec l'indépendance de la Belgique le 4 octobre 1830, qui opta pour son propre drapeau. Les Pays-Bas gardèrent le drapeau initial tandis que le grand-duché de Luxembourg resta un territoire néerlandais par union personnelle jusqu'en 1890 et la mort de Guillaume III. Le Grand-Duché opta alors pour un drapeau luxembourgeois quasiment identique à l'ancien Statenvlag des Provinces-Unies et reprenant également les couleurs des armoiries du Limbourg et du Luxembourg.
En 1937, la reine Wilhelmine signa un arrêté royal officialisant les couleurs rouge, blanc et bleu comme couleurs officielles du drapeau néerlandais, en partie comme une réponse adressée à la montée du mouvement national-socialiste aux Pays-Bas. Pour distinguer le drapeau des Pays-Bas de celui du Luxembourg (anciennement lié aux Pays-Bas), qui lui est très proche, le bleu de chacun des deux drapeaux a été précisé : le bleu néerlandais est un bleu « outre-mer », celui du Luxembourg est un bleu ciel.

## Évolution

Drapeau des Pays-Bas bourguignons (1384-1482).
Drapeau des Pays-Bas des Habsbourg et des Pays-Bas espagnols (1492-1581).
Drapeau du prince (1572–1795).
Drapeau de la Première République française (1794[9]-1804).
Le Statenvlag : le drapeau de la république Sept-Provinces-Unies des Pays-Bas (1581-1795).
Drapeau de la République batave (1795-1806).
Drapeau du Royaume de Hollande (1806-1810).
Etendard royal (1815-1908).

## Drapeaux coloniaux
Certaines colonies néerlandaises avaient un drapeau spécifique mais la majeure partie possédait le drapeau de la métropole ou le drapeau d'une des compagnies de commerces des Provinces-Unies (Compagnie néerlandaise des Indes occidentales et Compagnie néerlandaise des Indes orientales). Les colonies de Natal, des Antilles néerlandaises, d'Afrique du Sud et du Transvaal possédaient leurs propres drapeaux.

Drapeau de la Nouvelle-Hollande (Brésil)
Drapeau de la Compagnie néerlandaise des Indes orientales
Drapeau de la Compagnie néerlandaise des Indes occidentales
Drapeau de la Nouvelle-Guinée néerlandaise
Drapeau de l'État libre d'Orange